# Château de Germolles

Armes de Philippe le Hardi.

Le château de Germolles se situe sur la commune de Mellecey, en Saône-et-Loire, au cœur de la Bourgogne, non loin de Beaune et de Chalon-sur-Saône. 
Ce château est l'une des résidences la mieux préservée des ducs de Bourgogne. Bâtie dans la seconde moitié du XIVe siècle, cette demeure témoigne d’une page importante de l’histoire régionale et évoque la vie de cour en France à la veille de la Renaissance. Il est l'un des rares exemples de demeures de ce type encore bien conservées en France pour le XIVe siècle et la première moitié du XVe siècle. 
C'est l'un des quatorze lieux d'exception ouverts au public réunis depuis une vingtaine d'années au sein de « La Route des châteaux en Bourgogne du Sud ».
Le château a obtenu le label Maisons des illustres en 2013. 
Aujourd'hui, le château et son parc (propriété privée) est ouvert à la visite et y est organisé une saison culturelle d'octobre à juin.

## Protection
Au titre des monuments historiques, par arrêté du 12 juin 1989, le porche d'entrée fait l’objet d’un classement et la grange et les sols font l'objet d'une inscription.

## Une riche histoire

### Les origines: la maison forte des sires de Germolles
Le site de Germolles, vraisemblablement une ancienne possession des comtes de Chalon, est occupé dès le XIIIe siècle par des seigneurs qui en portent le nom. Guigon de Germola, mentionné dès le premier tiers du XIIIe siècle, est issu par son père de l'union entre Josseran III Gros de Brancion et Alix, fille du comte de Chalon Guillaume III, et par sa mère des sires de Sennecey. On peut ainsi considérer les Germolles comme une branche cadette des célèbres sires de Brancion-Uxelles. Guigon est très probablement l'époux d'une fille (ou d'une sœur) de Guillaume Desrée, civis puis chevalier à Chalon, possessionné en Beaunois et en Chalonnais, notamment à Dracy (où il apparaît que ce personnage servait la Dame de Montagu avant 1240).
Dans les années 1250, Guigon est en procès avec le sire de Montagu (probablement Alexandre II de Montagu) et acquiert la seigneurie de Saint-Ambreuil, qu'il finira par échanger avec l'abbé de La Ferté en 1266, contre diverses redevances perçues jusque-là par les moines dans les environs immédiats de Germolles.
À la tête d'une seigneurie de plus en plus vaste, succèdent à Guigon (mort en 1266-1267) Geoffroy (de 1267 à 1297), Guillaume Ier (jusqu'en 1344), Jean (jusqu'en 1355) et Guillaume II qui, ruiné à cause d'une ancienne dette auprès d'usuriers lombards, sera contraint de céder sa seigneurie autour de 1380. Après en avoir engagé les revenus dès 1376-1377, il en abandonne illégalement la pleine propriété à Philibert Paillart, ex-chancelier du duc Philippe le Hardi. À la suite de diverses péripéties juridiques, le duc de Bourgogne, duquel relève en réalité le fief de Germolles, fera valoir ses droits et récupèrera la seigneurie dès 1381, rachetant en parallèle les diverses créances détenues par des tiers sur les revenus de Germolles et de ses dépendances. Guillaume II de Germolles meurt vers 1396-1397. En 1407, ses fils prêtent hommage pour le fief d'Étrigny qu'il leur a légué. Une de ses filles conservera Dracy.
On ne peut pas vraiment parler de « forteresse » pour définir l'habitat primitif des sires de Germolles. Le terme de « maison-forte » ne désigne le bâti qu'à partir du temps de Geoffroy de Germolles, c'est-à-dire dans le dernier quart du XIIIe siècle.  Avant cela, il n'était question que d'une maison et/ou d'une grange, possibles vestiges d'une ancienne exploitation agricole. La chapelle basse et le cellier du château actuel témoignent toujours de cette ancienne époque. Peut-être également le châtelet d'entrée, avec ses deux tourelles.

### La demeure de plaisance de Philippe le Hardi et Marguerite de Flandre
C’est en 1380 que Philippe le Hardi, premier duc de Bourgogne issu de la Maison capétienne de Valois, acquiert par confiscation le domaine de Germolles. Il l’offre très rapidement à son épouse, la duchesse Marguerite III de Flandre. Des travaux importants et coûteux sont immédiatement entrepris ; ils dureront une dizaine d’années.
L’objectif de la duchesse est de transformer l’austère et archaïque forteresse du XIIIe siècle en un palais de campagne. Pour ce faire, elle convoque les artistes qui sont attachés au couple ducal : maître maçon Drouet de Dammartin, les sculpteurs Jean de Marville et Claus Sluter et le peintre Jean de Beaumetz. On retrouve ces artistes travaillant à la même période à la chartreuse de Champmol, la grande œuvre du duc.
Peu à peu l’édifice se métamorphose en un somptueux palais campagnard. Le vaste édifice rectangulaire, entouré de douves remplies d’eau, enserre une cour fermée. Les ailes sud et est reçoivent les appartements tandis que l’aile ouest est consacrée aux espaces de réception, et l’aile nord aux gardes.
La duchesse de Bourgogne, énergique et terrienne, décide de développer à Germolles certaines activités rustiques capables de composer un environnement plaisant à sa demeure préférée, tout en rapportant quelque argent et en développant l’agriculture locale. Ainsi plante-elle une vaste roseraie dont les pétales sont expédiés en Flandre pour y être distillés et faire de l’eau de rose. De même une bergerie modèle est-elle construite afin de répondre au goût de la duchesse pour le mouton mais aussi pour mieux implanter en Bourgogne un animal qui, grâce à sa laine, a fait la fortune de la Flandre.
Le roi de France Charles VI est reçu à Germolles le 12 février 1389, à l’invitation de son oncle et de sa tante.

### Le château après la période ducale
Après Philippe le Hardi et Marguerite de Flandre, le château appartiendra aux trois ducs de Bourgogne qui leur succéderont : Jean sans Peur, Philippe le Bon et Charles le Téméraire. Après la défaite de celui-ci, tué à Nancy en 1477, le château revient à la couronne royale.
Engagé par le roi à différentes familles jusqu'à la fin du XVIIIe siècle, le château est vendu comme bien national pendant la Révolution française. Des destructions, volontaires ou accidentelles, dues en particulier au manque d’entretien des lieux, vont entraîner la disparition de certaines parties de l’édifice. Racheté à la fin du XIXe siècle, le château est resté depuis près d’un siècle et demi dans la même famille.

## Description

### Les vestiges de la forteresse primitive
De la première période de Germolles, le XIIIe siècle, datent deux salles bien conservées et intégrées au sein du palais ducal aménagé ultérieurement. Le vaste cellier, réservé jadis au stockage du vin et des aliments, a conservé son aspect médiéval. Son élévation fait voisiner éléments gothiques, marques de la nouvelle architecture qui se développe alors en Occident, et éléments romans, souvenirs d’un style qui a marqué la Bourgogne au cours des deux siècles précédents. La chapelle basse qui présente les mêmes caractéristiques, offre un décor sculpté qui mêle des reliefs issus du répertoire roman et des feuillages annonçant l’avènement du gothique.
Les deux tours qui cantonnent l’entrée du château existaient sans doute dès le XIIIe siècle. Elles ont été réutilisées et ré-habillées au XIVe siècle. Même si à l’époque ducale le château n’était plus une forteresse, mais bien un palais, la qualité des maîtres des lieux exigeait la présence d’une escorte, cantonnée dans le châtelet d’entrée comprenant les tours et les corps de garde.

### Les fastes d’une demeure princière
À l’entrée de la cour, un large escalier à vis accueille le visiteur. Marque du caractère palatial du lieu, il possède une ampleur qui souligne la qualité de la demeure. La porte d’entrée est décorée d’un tympan sculpté figurant les armes de Philippe le Hardi.
La salle d’honneur, vaste espace de réception utilisé pour recevoir au XIVe siècle les hôtes de marque, a été dévastée par un incendie (?) au début du XIXe siècle, mais elle a conservé son ampleur. La paroi sud était jadis ornée d’une cheminée monumentale surmontée d’une tribune pour les musiciens, transportée au XXe siècle dans le grand hall du château. Due au ciseau de Claus Sluter et de son atelier, elle est ornée de chapiteaux historiés figurant notamment l'un des épisodes du roman de Chrétien de Troyes, Yvain ou le Chevalier au lion.
La salle d’honneur sert aujourd’hui de lieu de présentation de vestiges découverts sur le site, en particulier des carreaux de pavages. Le château conserve une abondante collection de ces carreaux qui décoraient autrefois le sol des salles des premier et second étages. Réalisés en terre cuite émaillée, ils sont souvent ornés de motifs évocateurs des seigneurs du lieu : marguerites, lions, mais aussi roses, chardons, moutons, soleils, fleurs de lys, etc..

### Une chapelle pour la duchesse
L’architecte officiel de la duchesse a conçu, juste au-dessus de la chapelle basse, trop archaïque et placée à un endroit peu convenable (le rez-de-chaussée n’est pas le niveau adéquat pour un prince), une chapelle haute. Sise au premier étage — l’étage « noble » — ce sanctuaire est composé d’une nef, mais surtout d’un chœur, installé dans une élégante tourelle octogonale en échauguette, et d’un oratoire, petite pièce confortable, dotée d’une cheminée, qui était réservée aux dévotions de la maîtresse des lieux.
À la fin du XIXe siècle, un incendie a ravagé cet ensemble raffiné, décapitant cette partie du bâtiment et mettant à ciel ouvert ces vestiges délicats. En 2009-2010 une campagne de restauration, conduite avec l’aide de l’État et du département de Saône-et-Loire, a permis de restituer à la tourelle du chœur son toit en ardoise et de redonner à la nef le volume qui était jadis le sien en récréant son voûtement. Sur cette restauration, la région Bourgogne décerne un 10e prix régional du patrimoine pour la participation active de Mathieu Pinette et Christian Degrigny à la restauration du patrimoine bâti.

### Le corps de logis ou le luxueux confort de la cour de Bourgogne
Le corps de logis, actuellement séparé du reste de l’édifice mais qui appartenait autrefois au même bâtiment ceinturant la cour, est sans doute la partie la plus exceptionnelle du lieu. Particulièrement bien conservé, il a gardé les éléments qui signalent la qualité de cette construction : larges fenêtres ouvertes sur l’extérieur, tourelles d’escalier en pierres de taille, cheminées gothiques… Sa structuration sur trois niveaux est la traduction architecturale de la cour brillante accompagnant le duc et la duchesse de Bourgogne : le rez-de-chaussée est réservé aux activités domestiques, le premier étage est celui de la suite ducale et le second correspond aux appartements de la cour. En 1400 des étuves, sont mentionnées au château.
Dans une cuisine, située au rez-de-chaussée, la grande cheminée gothique toujours en place évoque les activités qui se développaient en ce lieu. Un décor de peintures murales, inspiré du motif médiéval de la rose, témoigne des réfections conduites au tout début du XXe siècle.
Au premier étage, la garde-robe de Marguerite de Bavière (belle-fille du couple ducal et future duchesse de Bourgogne), possède encore ses peintures murales récemment restaurées[Quand ?]. Réalisées à la fin du XIVe siècle par Jean de Beaumetz et son élève Arnoult Picornet, ces œuvres sont un témoignage rarissime de la peinture murale princière en France à la fin du Moyen Âge. Le motif du P et du M, initiales du duc et de la duchesse, qui se développe sur les parois, est accompagné de celui du chardon, noble fleur droite mais piquante, emblème de Marguerite de Flandre. Ce décor, qui se prolongeait autrefois sur le sol et le plafond, se retrouve dans la chambre voisine. Des sondages ont permis de découvrir d’autres peintures murales dans d’autres salles de l’étage, où se déploient roses et marguerites.
Les galetas, ou chambres sous charpentes, qui couronnent le château au second étage, recevaient les courtisans qui accompagnaient le couple ducal dans ses déplacements. Aménagées sous d’immenses charpentes en carène lambrissées ces espaces, auxquels les murs clairs donnaient autrefois leur clarté, recevaient des tapisseries. L’une de ces salles, restaurée au début du XXe siècle, est couverte de peintures murales copiées d’après les originaux rencontrés au premier étage.

### Des jardins pour accompagner une résidence ducale
Du jardin organisé par Marguerite de Flandre et de la vaste roseraie qui en était le principal ornement il ne reste plus rien aujourd’hui. Replanté dans le goût romantique anglais à la fin du XIXe siècle, le parc offre un bel espace, planté de vieux arbres, parfois rares, tels un cyprès chauve, un tulipier de Virginie, un ginkgo biloba, un araucaria, ou des bouquets de tilleuls et de cyprès.

## Historique
- 1380: le duc de Bourgogne, Philippe le Hardi, acquiert pour son épouse, Marguerite de Flandre, la grange fortifiée de Germolles, par confiscation ;
- 1382 : début des travaux de réaménagement, qui vont durer plus d'une quinzaine d'années; la duchesse en fait une luxueuse résidence dont la construction revient à Drouet de Dammartin, maître maçon qui avait travaillé sous la direction de Raymond du Temple au Louvre de Charles V ; elle fait appel aux meilleurs artistes de l’école bourguignonne (Jean de Marville, Claus Sluter, Jean de Beaumetz…) ;
- 1389 : visite du roi Charles VI ;
- 1393 : Claus Sluter sculpte le célèbre groupe de Philippe le Hardi et Marguerite de Flandre dans la pierre d'Asnières-lès-Dijon ; le duc et la duchesse de Bourgogne sont représentés sous un orme, entourés de moutons ; on imagine cette figuration moins solennelle, que celle du portail de la Chartreuse de Champmol, qui les présentent agenouillés de part et d'autre de la Vierge ; elle est exécutée à l'époque du voyage que fit l'imagier, en compagnie du peintre Jean de Beaumetz, au château de Mehun-sur-Yèvre, résidence du duc de Berry ;
- 1399 : une statue de la Vierge sort de l'atelier de Claus Sluter pour être mise sur la porte du château ;
- 1466 : réparation du groupe de Claus Sluter, qu'on protège des intempéries ;
- 1873 : des incendies dévastent le château.

## Télévision
- Le château de Germolles est mis à l'honneur dans la diffusion de l'émission Des racines et des ailes du 18 septembre 2013 sur France 3, qui a comme sujet la Bourgogne (Hospices de Beaune, les ducs des Bourgogne, le vignoble de Bourgogne, le parc du Morvan, le canal du nivernais, la roche de Solutré et la pierre de Bourgogne)[9].

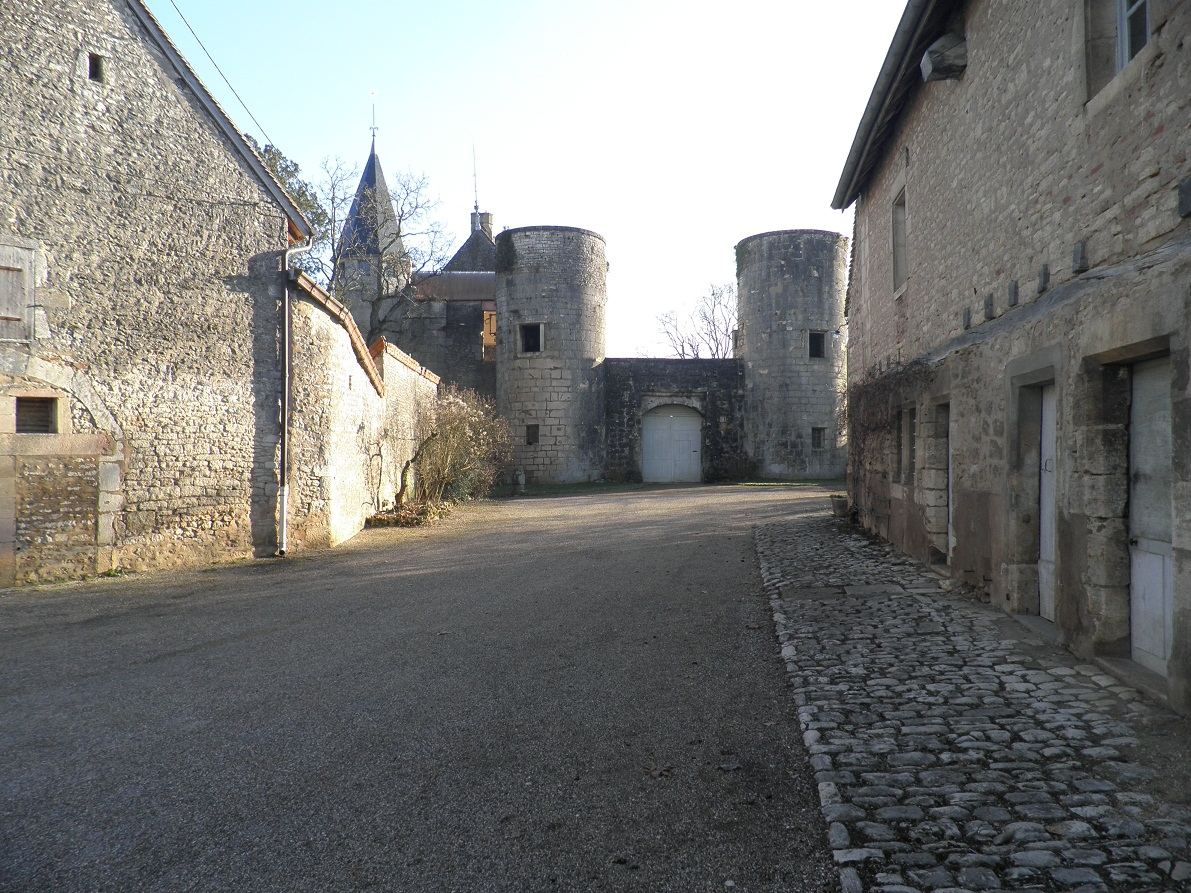
La basse-cour du château avec le châtelet au fond.
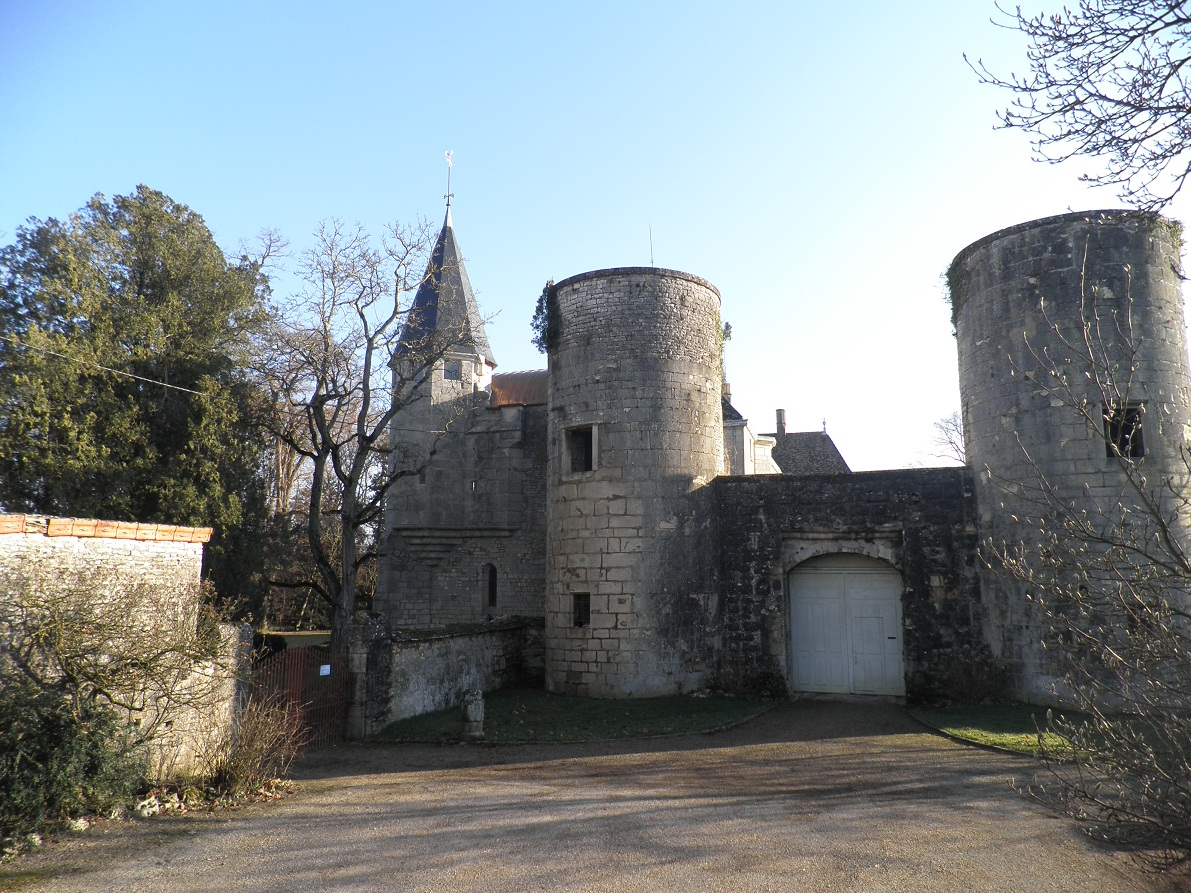
Le châtelet et la tourelle nord-est vus de la basse-cour (XIIIe – XIVe siècles)
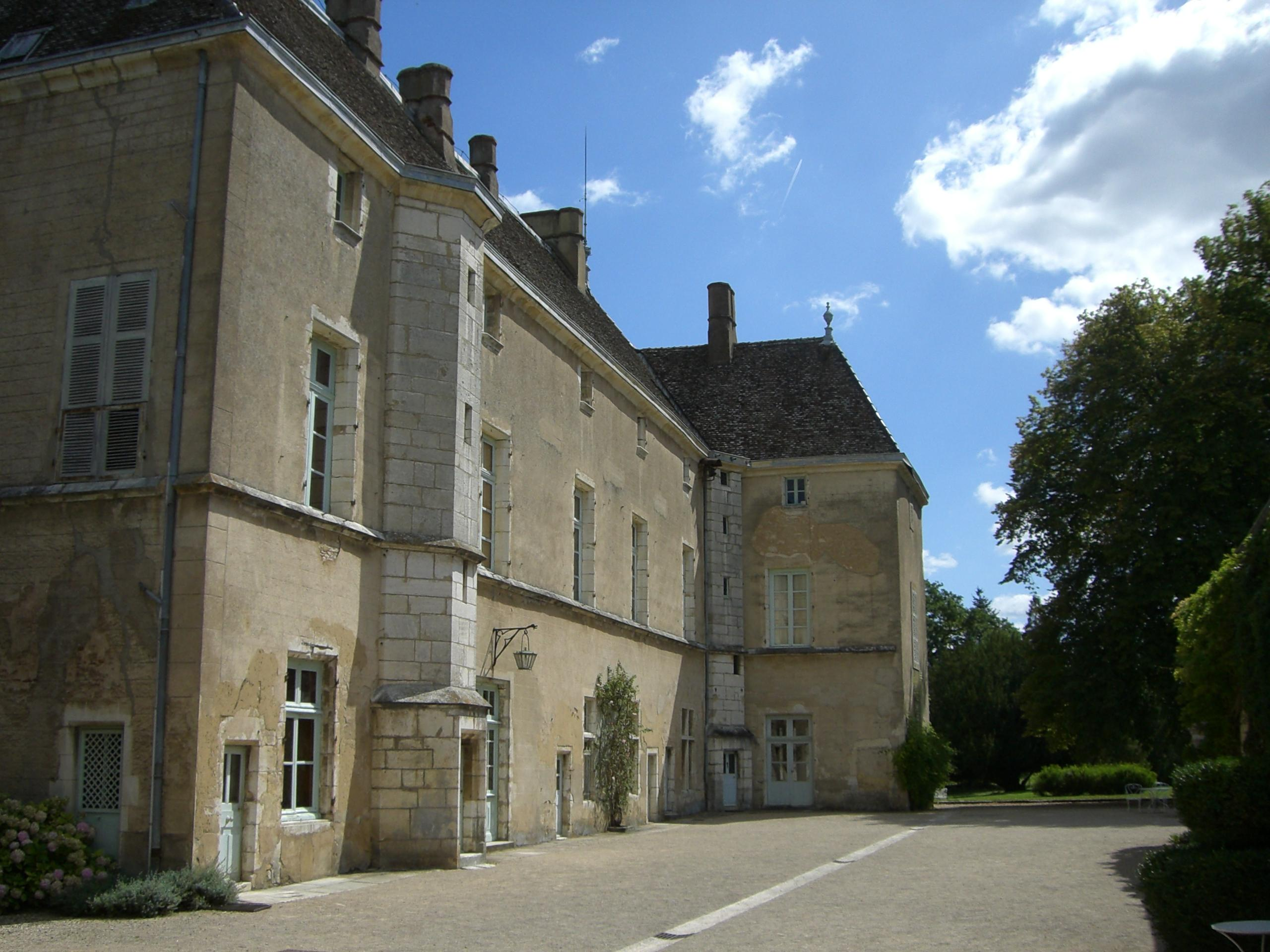
Le corps de logis depuis le nord (XIVe siècle).
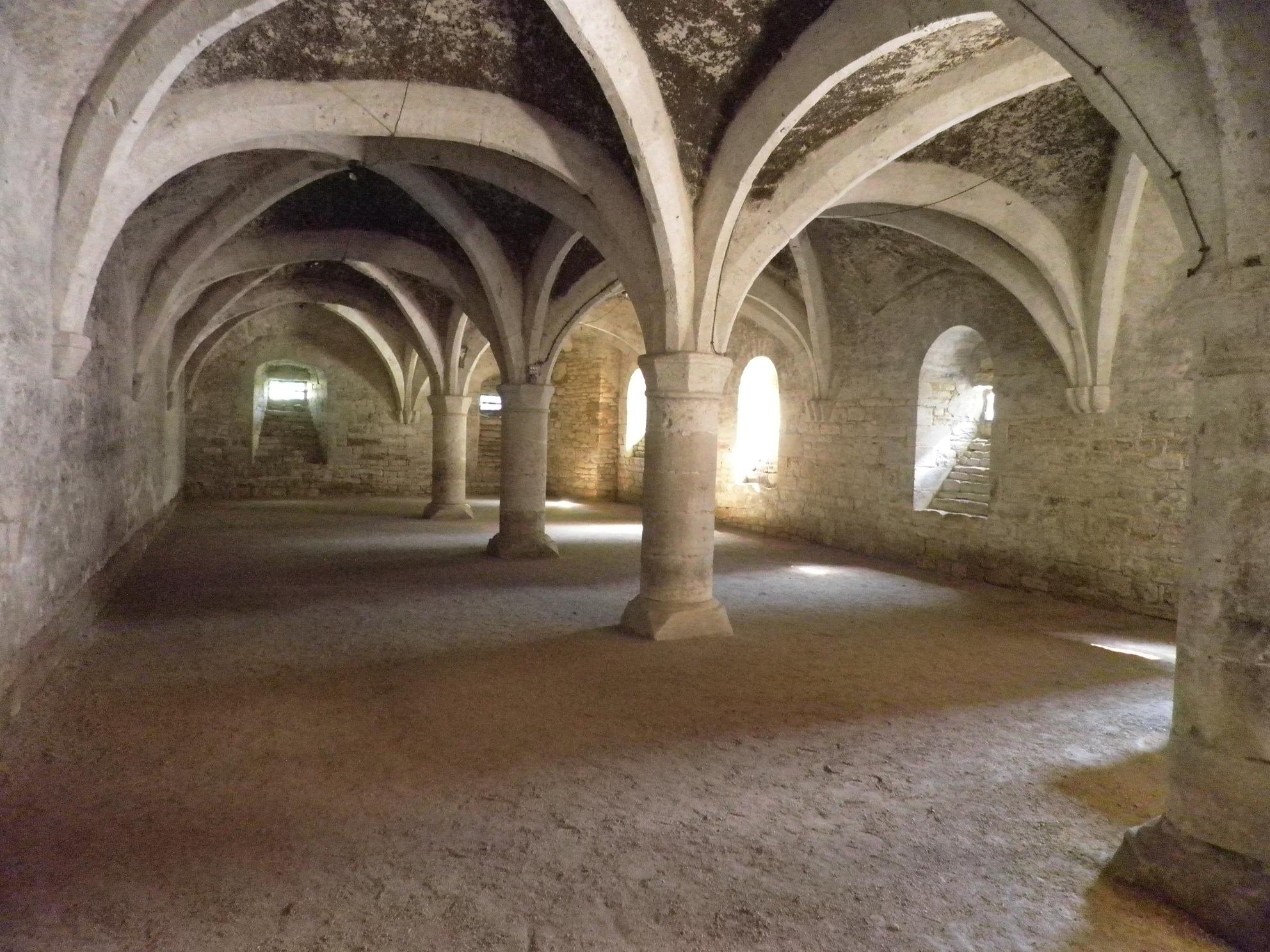
Le cellier (XIIIe siècle).
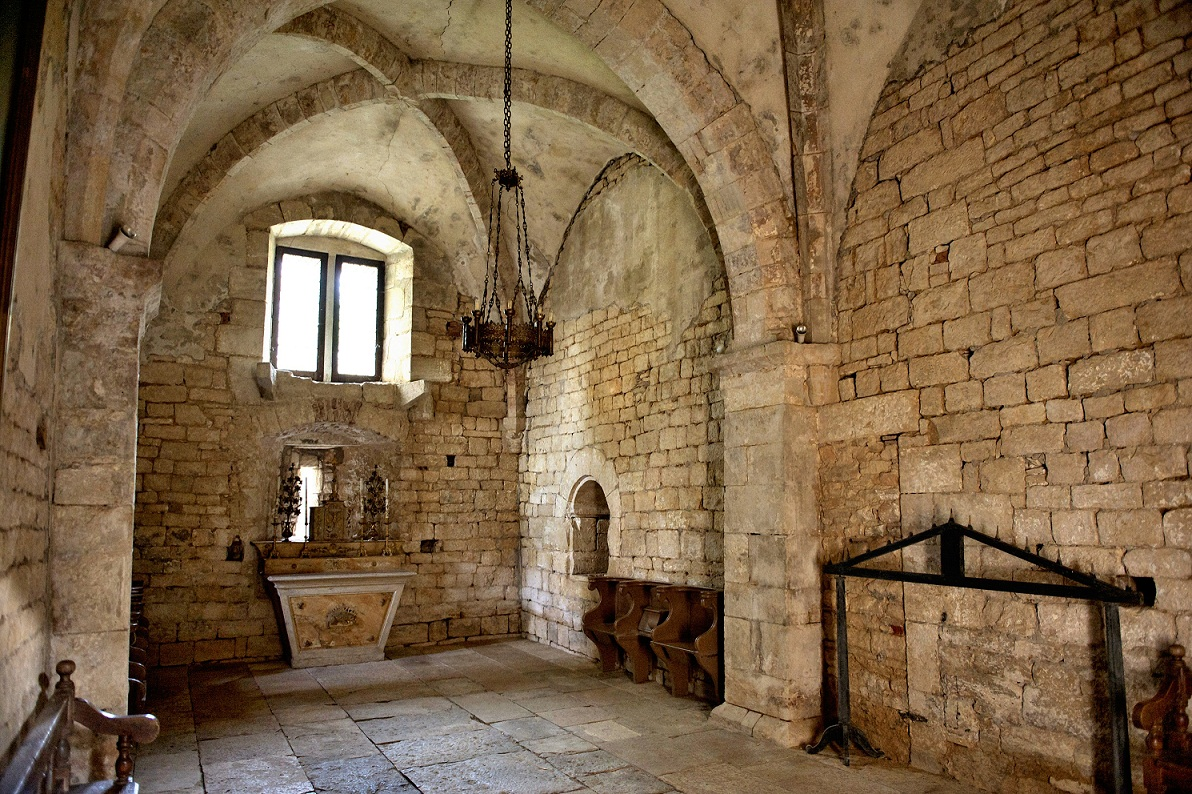
La chapelle basse (XIIIe siècle).
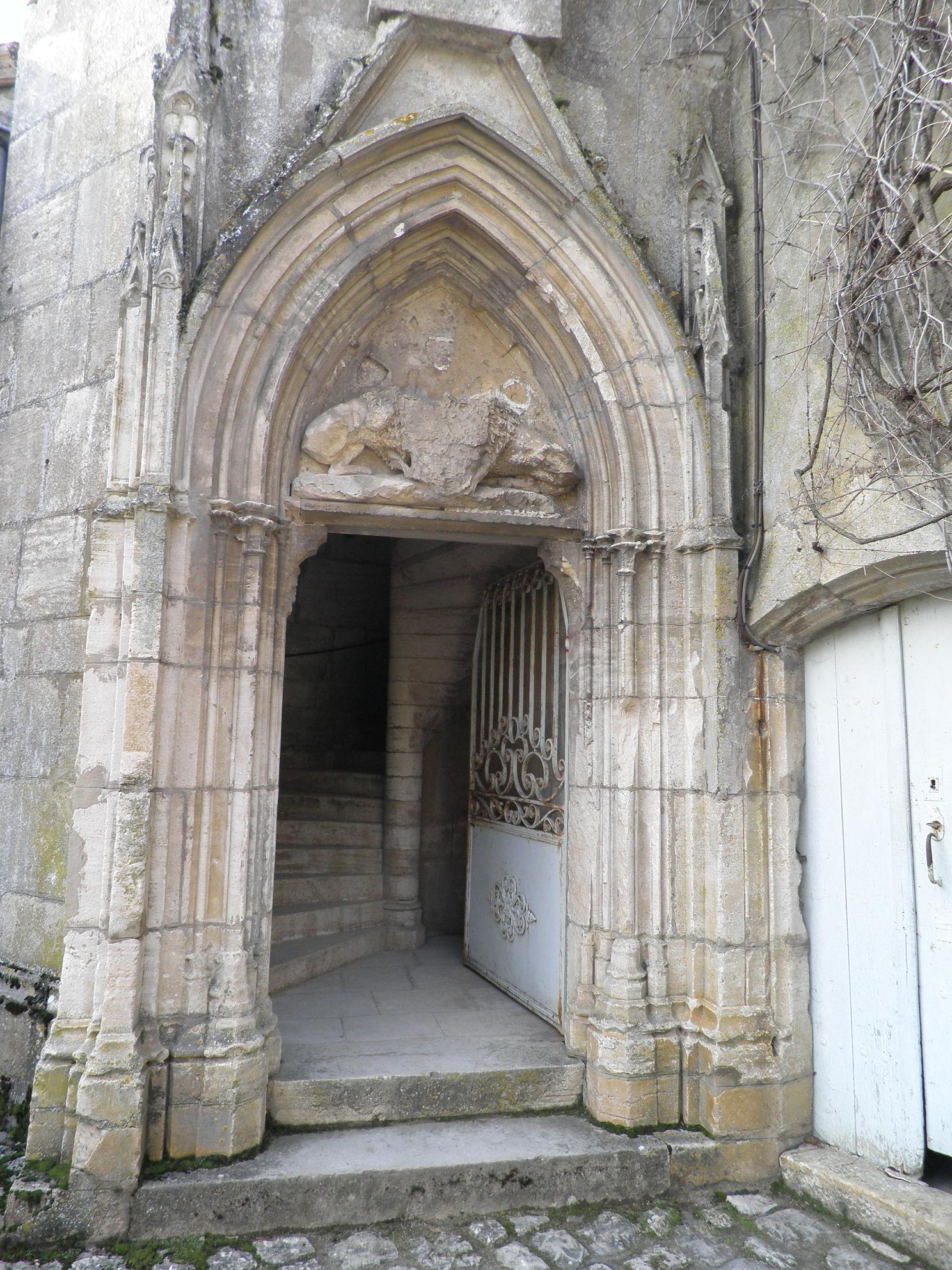
L'entrée de la grande vis (XIVe siècle).
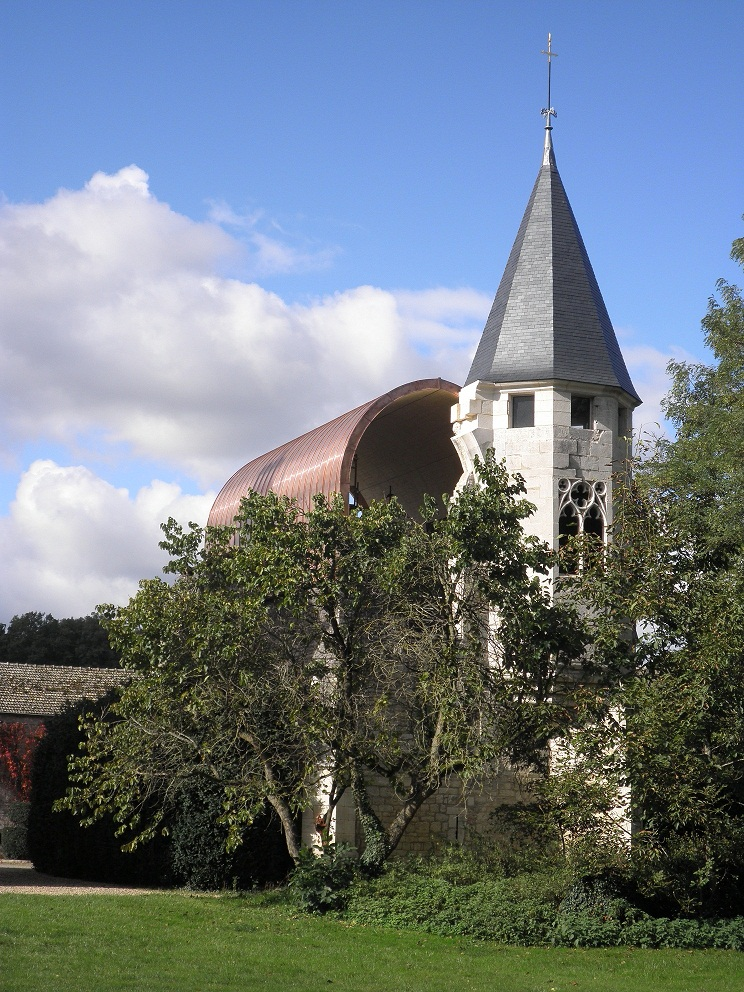
La chapelle ducale depuis l'est après restauration (XIVe siècle).
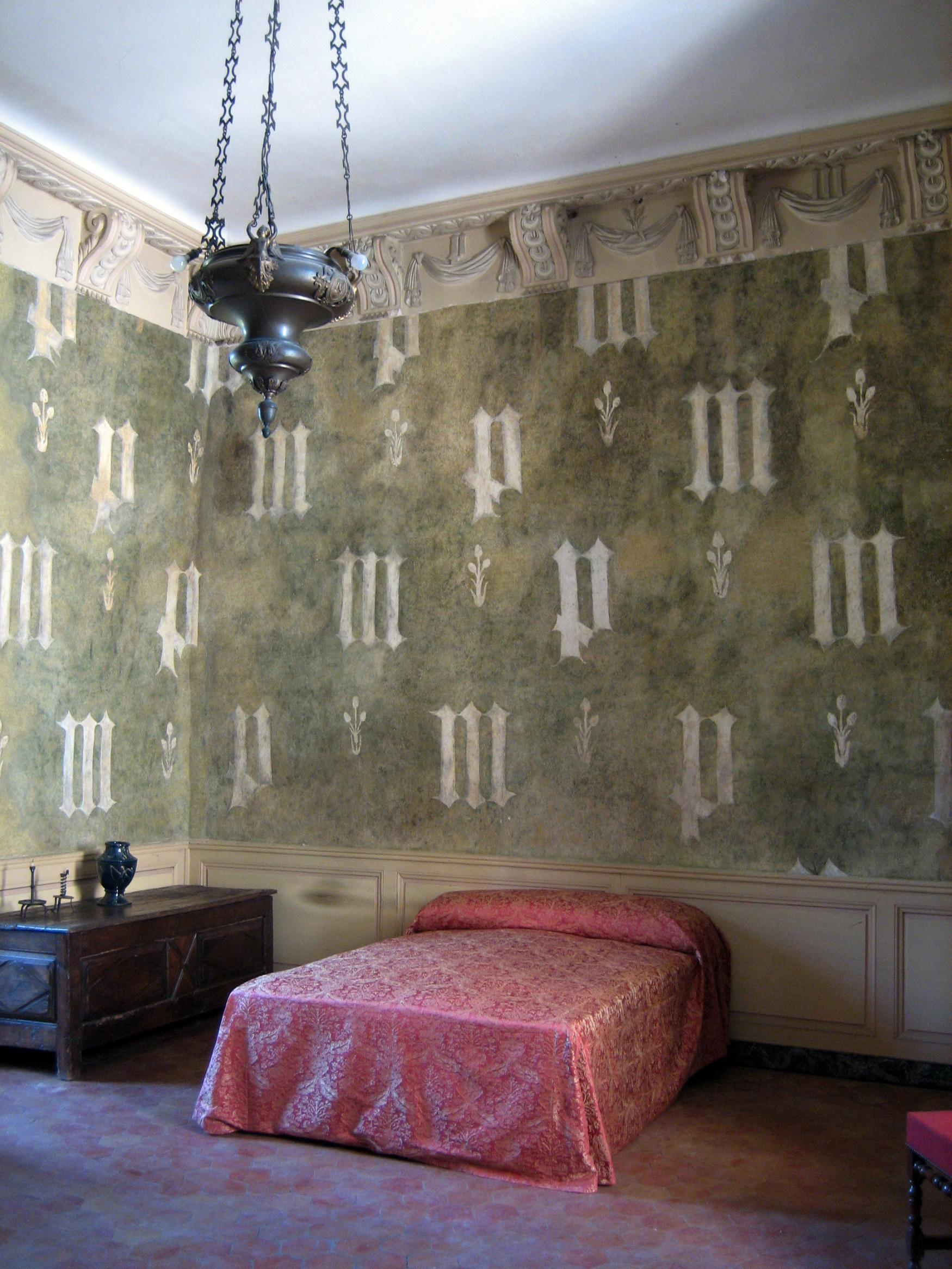
Peinture murale de la garde-robe de Marguerite de Bavière (XIVe siècle).
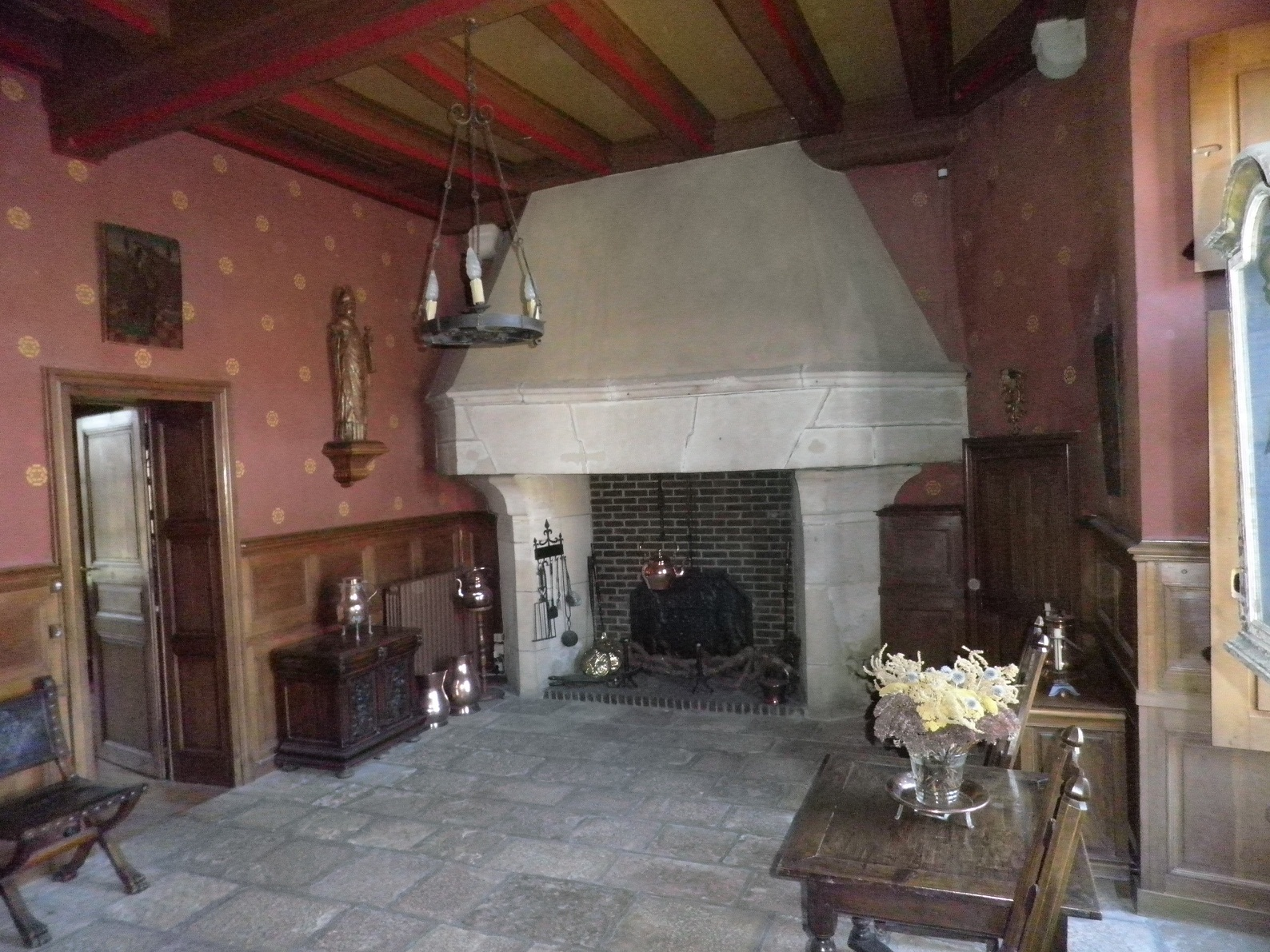
Ancienne cuisine (XIVe siècle) devenue salle à manger (XXe siècle).
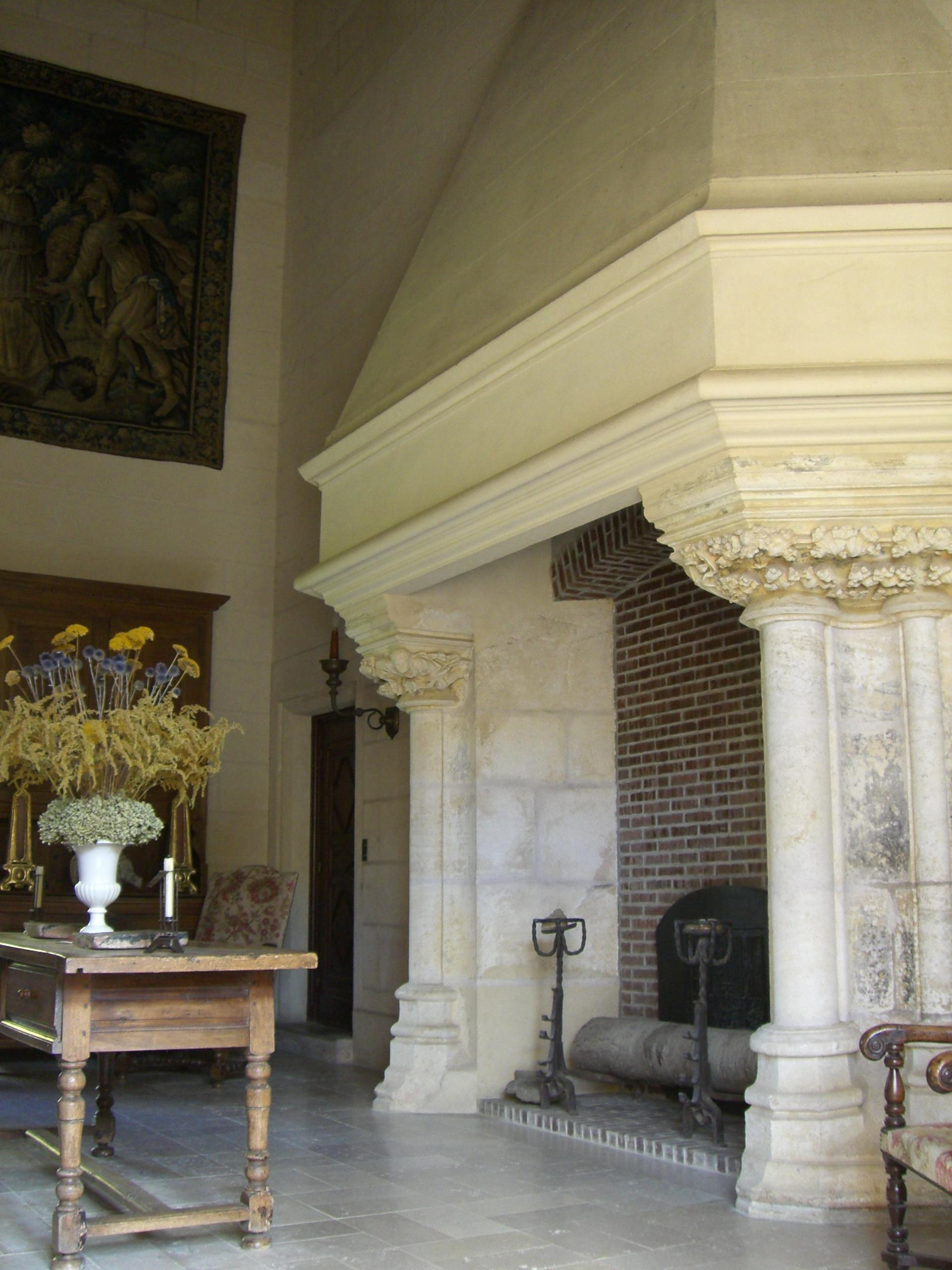
La cheminée de la grande salle (XIVe siècle) déplacée au XXe siècle dans le grand hall du château.
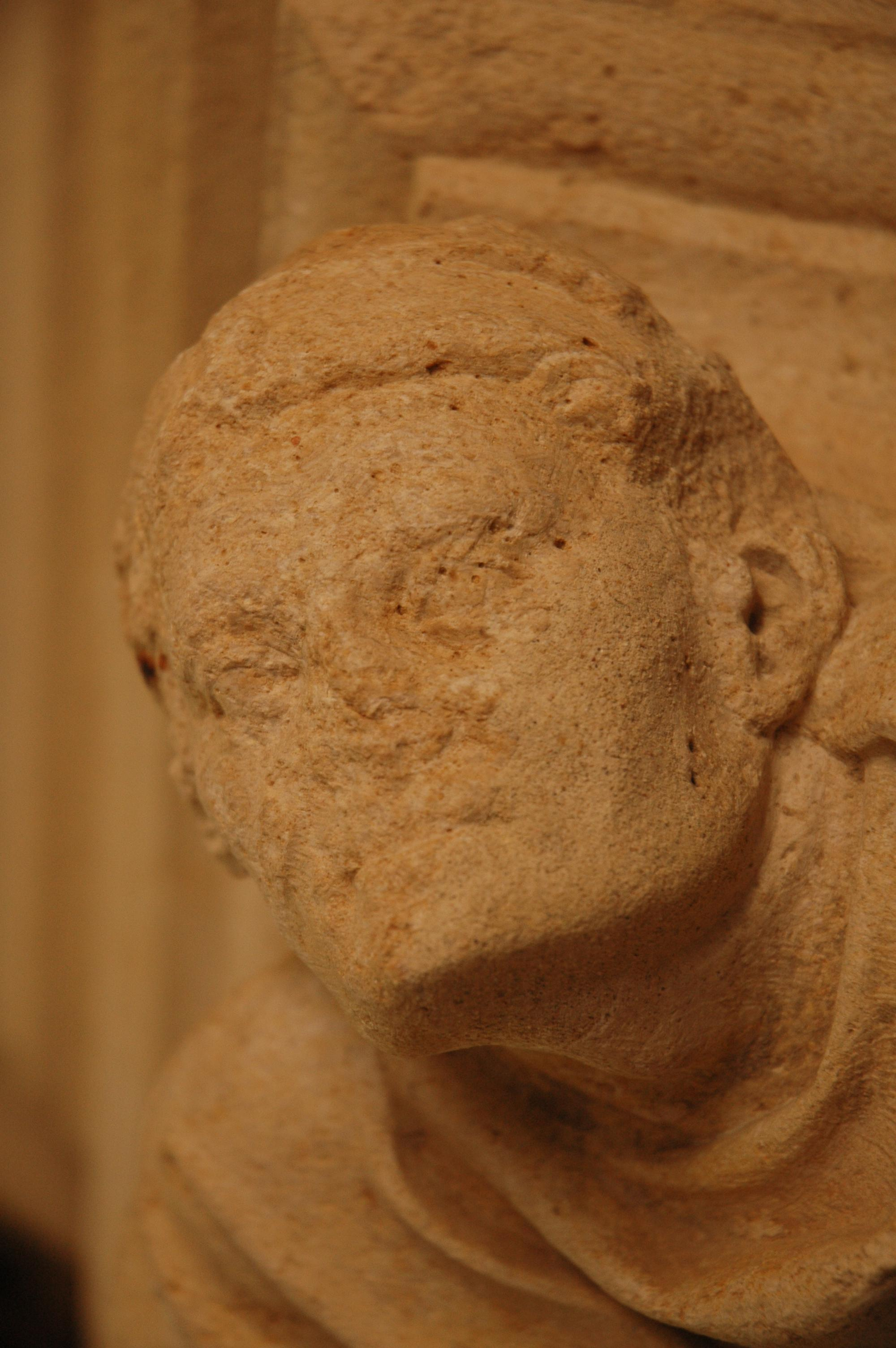
Détail du décor sculpté de la cheminée de la grande salle (XIVe siècle).
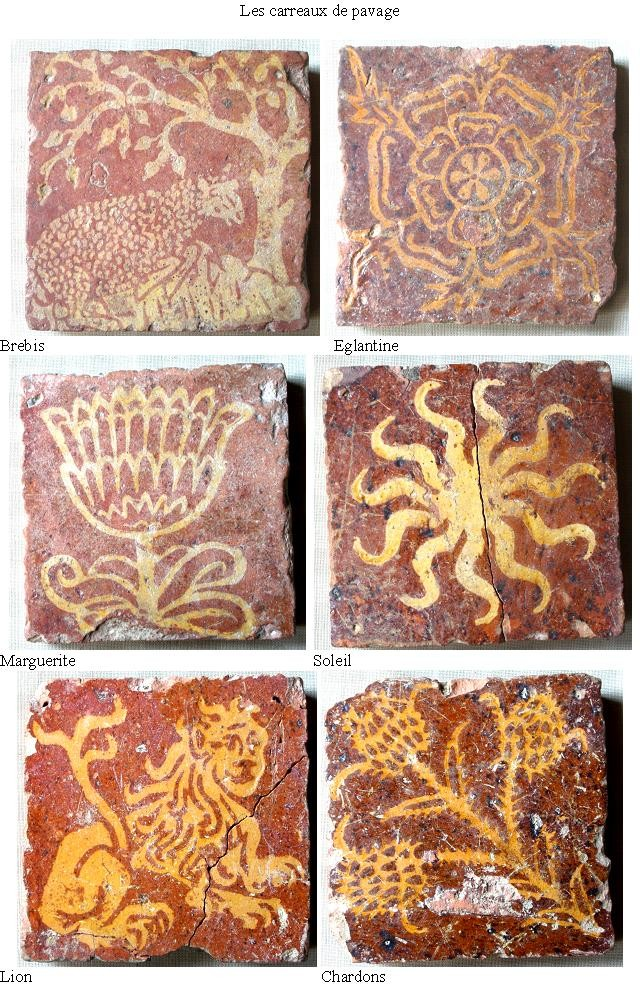
Carreaux de pavage (XIVe siècle).